# 18e corps d'armée (1870-1871)
Pour les articles homonymes, voir 18e corps d'armée.
Pour le corps créé en 1873, voir 18e corps d'armée (France).
Le 18e corps d'armée est une unité de l'Armée française active lors de la guerre franco-allemande de 1870. En novembre 1870, il est mis sur pied par le vice-amiral Fourichon, délégué au ministère de la marine et à celui de la guerre par intérim, pour renforcer l'armée de la Loire. Il passe en décembre à l'armée de l'Est.

## Les chefs du18ecorpsd'armée
- 1870 : général Crouzat ;
- 1870 : général Abdelal ;
- 1870 : général Bourbaki ;
- 1870 : général Billot.

## Composition en novembre 1870
1re division d'infanterie
- 1re brigade :
  - 9e bataillon de chasseurs de marche
  - 42e de marche
  - Mobiles du Cher
- 2e brigade :
  - 44e de marche
  - 73e Mobiles
- Artillerie : Trois batteries de 4
- Génie : une section

2e division d'infanterie
- 1re brigade :
  - 12e bataillon de chasseurs de marche
  - 52e de marche
  - 77e Mobiles (Tarn, Allier et Maine-et-Loire)
- 2e brigade :
  - 92e de ligne
  - Régiment d'infanterie légère d'Afrique
- Artillerie : Trois batteries de 4
- Génie : une section

3e division d'infanterie
- 1re brigade :
  - 4e zouaves de marche
  - 81e Mobiles (Charente-Inférieure, Cher et Indre)
- 2e brigade :
  - 14e bataillon de chasseurs de marche
  - 53e de marche
  - 82e Mobiles (Charente, Vaucluse et Var)
- Artillerie : Trois batteries de 4
- Génie : une section

Division de cavalerie
- 1re brigade :
  - 2e hussards de marche
  - 3e lanciers de marche
- 2e brigade :
  - 5e régiment de marche de dragons
  - 5e régiment de marche de cuirassiers

Artillerie de réserve : Deux batteries de 12, une batterie de 8, deux batteries de 4 à cheval, deux batteries de mitrailleuses, une batterie d'obusiers de montagne